# Canal d'évacuation de Bois-le-Duc à Drongelen
Le Canal d'évacuation de Bois-le-Duc à Drongelen (en néerlandais : Afwateringskanaal 's-Hertogenbosch-Drongelen), est un canal néerlandais du Brabant-Septentrional.

## Géographie
Ce canal, qui ne sert pas à la navigation fluviale, a été construit pour évacuer le trop-plein d'eau des marais du Bossche Broek à Bois-le-Duc, pour éviter des inondations de la ville de Bois-le-Duc. Le canal commence au sud de la ville, près de la place Wilhelmina. Le canal passe au sud de Vlijmen, Nieuwkuijk et Drunen et à l'est de Waalwijk. Il communique avec la Bergsche Maas entre la zone industrielle de Waalwijk et Doeveren, en face de Drongelen.
Le canal a été doté de plusieurs stations de pompage, afin de pouvoir pomper l'eau vers le canal en temps de crue de la Bergsche Maas. La station de pompage la plus proche de Drongelen s'appelle Gansoijen, en souvenir du village disparu lors de la création de la Bergsche Maas.

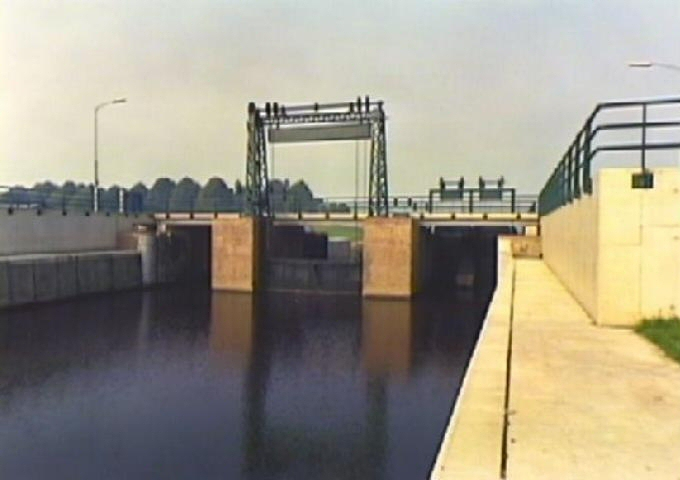
Écluse de Boveland

L'écluse de Boveland, qui assure la connexion avec la Bergsche Maas a été rénové entre 1986 et 1988.

## Source
- (nl) Cet article est partiellement ou en totalité issu de l’article de Wikipédia en néerlandais intitulé « Afwateringskanaal 's-Hertogenbosch-Drongelen » (voir la liste des auteurs).